# Clase Rubis
La clase Rubis es una serie de submarinos de ataque de propulsión nuclear operados por la Armada francesa. La clase comprende seis buques, el primero que entró en servicio en 1983 y el último en 1993, con otros dos cancelados. Los seis submarinos de la clase Rubis tienen su base en Tolón y forman parte de la "Escadrille de sous-marins nucléaires d'attaque". Más pequeña que los diseños contemporáneos de otras marinas importantes del mundo, la clase Rubis comparte muchos de sus diseños de sistemas con la clase Agosta de propulsión convencional. A fines de la década de 1980, La clase Rubis se propuso como una exportación a Canadá en su plan para adquirir submarinos de propulsión nuclear.
Los submarinos de la clase se construyeron en dos lotes, y los dos últimos se construyeron con un estándar mejorado para reducir las emisiones de ruido que plagaban el diseño original. Apodado la reconstrucción AMÉTHYSTE, los primeros cuatro cascos fueron reacondicionados a su estándar hasta que fueron prácticamente indistinguibles de los dos cascos finales. Cuatro de los submarinos han tenido incidentes significativos en sus carreras y uno, Saphir, fue puesto fuera de servicio en 2019, seguido por Rubis en 2022. La Armada francesa está reemplazando la clase Rubis con los submarinos de la clase Barracuda (también conocidos como clase Suffren).

## Historia

### Antecedentes
Aunque la clase Rubis pertenece a la misma primera generación de submarinos nucleares franceses que la clase Le Redoutable, debido a la insistencia del presidente De Gaulle en adquirir un elemento disuasorio nuclear para Francia, entraron en servicio a la vez que la segunda generación de submarinos nucleares de otros países. 
La Marine Nationale llevaba años buscando dotarse de submarinos nucleares de ataque, denominados submarinos de altas prestaciones. El devenir del programa supuso que los SSBN llegaron primero. Pero los franceses no cejaron y crearon el concepto SNC-68, cuyo coste unitario estimado se igualaba al de 4 submarinos SSK Agosta. Se siguió trabajando en el concepto, esperando que los SSN sustituyeran a los submarinos clase Narval, pero mientras tanto se asignaron fondos para modernizar los clase Daphné y clase Narval. La clase Agosta salió adelante ya que era necesaria para poder exportar submarinos. Finalmente en 1972 el concepto había evolucionado hasta el SNAS (Sous-marin Nucléaire d'Attaque Simplifié), un Agosta equipado con el rector nuclear CAP 45. El SNAS se convirtió en el proyecto SNA-72, aprobado en 1973. Irónicamente en 1972 el almirante Joybert presentó el plan Bleu que proponia una flota submarino de 5 SNLE lanzamisiles y 20 submarinos de ataque, mezcla de nucleares y diésel. El presidente Pompidou rechazó el plan por su elevado coste.

### Inicio del Programa
El programa Rubis se inició así solo en 1974, después del programa submarino de misiles balísticos. Con la entrada en servicio de submarinos nucleares lanzamisiles (SSBN) en la Armada francesa en la década de 1970, se decidió que posteriormente las fuerzas submarinas construyeran una clase de submarino nuclear de ataque (SSN) utilizando la misma tecnología de propulsión, pero aprovechando, por razones de costo, la forma del casco de la clase Agosta. Este Agosta nuclear se conoció por primera vez con el nombre de SNA-72 y luego de la clase Provence (los dos buques siguientes se llamaron Bretagne y Bourgogne), antes de ser cambiados de nombre otra vez en la presidencia de Valéry Giscard d'Estaing. El Rubis se incluyó en el presupuesto de 1974, el Saphir en el de 1978, el Casabianca en el de 1979, el Emeraude en el de 1981, el Amethyste en el de 1983 y el Perle en el de 1984. En 1980 se aprobó un plan naval para contar el año 2000 con 8 SNLE, 10 SNA y 4 SMD. Al final se quedarían en 8 submarinos de ataque nuclear y 4 SSBN. Los previstos submarinos Turquoise (S-607) y Diamant (S-608) se cancelaron en 1992, con el fin de la guerra fría ya no eran necesarios. Los seis Rubis se asignaron a la ESNA (Escadrille des sous marins nucléaires d'attaque), creada en 1999 y sucesora de la ESMed (Escadrille des sous marins de la Méditerranée)

### Características
Estos submarinos son los SSN más compactos del mundo, lo que causó algunas dificultades en la integración del reactor de agua a presión K48. El diseño de este último fue validado por el prototipo llamado "CAP", por Prototipo avanzado de sala de calderas, construido en 1974. El precio que se pagó fue la menor capacidad de llevar suministros y el menor confort de la tripulación, todo lo cual limitaba el tiempo de patrulla. También el nivel de ruido fue mayor ya que se tomó el casco de un SSK, diseñado para menores velocidades. La misión antisubmarina se dejó como secundaria, debido a estos problemas, pasando de ser SNC a SNA. Sin embargo se cree que hubieran sido eficaces contra los submarinos Charlie soviéticos en la década de 1980. La entrada en servicio de sonares de baja frecuencia fue problemática debido al pequeño tamaño, algo que la siguiente generación de submarinos nucleares franceses ha mejorado.
Una peculiaridad de los Rubis es que cuentan con dos tripulaciones para cada submarino, la azul y la roja. Esto en otras marinas solo se hace con los SSBN. A cambio los franceses lograron aumentar los días en el mar de sus submarinos. Los franceses lograron alargar en 10 años la vida útil, estimada cuando entraron en servicio en 23/25 años. Está larga vida útil puso en evidencia con los años los fallos del diseño, ya conocidos cuándo entraron en servicio a la vez que la segunda generación de SSN británicos y americanos. El Saphir por ejemplo en sus 36 años de servicio navegó unos 5.000 días, una media de 140 días/año a pesar del tiempo que pasó parado obligatoriamente en cambio de cumbustible y mantenimiento. Se estima que conjuntamente los 5 submarinos operativos pasaron 800-900 días en el mar cada año. 

### Servicio
El cabeza de serie se entregó en 1983 después de exhaustivas y largas pruebas, y tomó el nombre de su ilustre predecesor, el Rubis, que era parte de las Fuerzas navales de la Francia Libre y se hizo merecedor de la Orden de la Liberación. El tercero de la serie no lleva un nombre de piedra preciosa sino el Casabianca, submarino de 1.500 toneladas de que se escapó de Toulon y se distinguió en el Mediterráneo durante la Segunda Guerra Mundial.
El 18 de mayo de 1991, Nuits-Saint-Georges (Departamento de Côte-d'Or) se convierte en la ciudad patrocinadora del submarino Rubis.
Dedicado principalmente, pero no exclusivamente,a operaciones de guerra antisubmarina en beneficio de la disuasión, desde la creación de la fuerza oceánica estratégica, la posibilidades de uso de los submarinos de ataque se ampliaron por los Estados Unidos a mediados de la década de 1990 con la mejora de los submarinos de ataque nuclear que ahora pueden actuar en beneficio de los grupos de acción naval o marítima Con mejoras en hélice y casco parece ser que se logró reducir el problema del ruido.
La presencia de un submarino francés en las Bocas de Kotor inhibió a la armada yugoslava durante la guerra de Kosovo en 1999. Durante la Operación Harmattan en 2011 frente a Libia, 3 submarinos se turnaron para misiones de inteligencia.
El Saphir será dado de baja cuando el Suffren entre en servicio.

## Despliegue
La actividad de los seis submarinos se divide entre ellos de la siguiente manera, de manera que siempre haya 5 operativos: 
- uno está en mantenimiento de largo plazo, durante un año y medio o dos años.
- otro está en mantenimiento intermedio.
- un tercero en fase de capacitación.
- un cuarto en el Atlántico.
- un quinto en el Mediterráneo.
- el sexto está ya sea en el Atlántico, en el Mediterráneo o en el Océano Índico.

En 1985 el Rubis circumnavegó la tierra, con escalas en Numea y Papeete. Así nació la leyenda urbaba de que había exfiltrado los agentes de la DGSE que atacaron el buque  Rainbow Warrior en Nueva Zelanda.
Esta clase tuvo un récord de actividad en 2016, acumulando 1.000 días en el mar.
En los ejercicios Q642, el 12 de septiembre de 2001 frente a Toulon, el Saphir hundió al barco D'Estrées, D629, del Escorteur d'escadre, convertido en un blanco de prueba. Empleó un torpedo F17 mod2.
Durante un ejercicio conjunto con la marina estadounidense frente a Florida a principios de 2015, el Saphir prácticamente hundió al portaaviones estadounidense USS Theodore Roosevelt y sus escoltas de las clases Ticonderoga y Arleigh Burke y un submarino de ataque nuclear clase Los Ángeles: "... el Saphir se ha deslizado silenciosamente en el centro de la cortina de protección formada por las fragatas estadounidenses que protegen el portaaviones mientras evita los ubicuos activos aéreos. En la mañana del último día, finalmente se dio la orden de fuego, permitiendo al Saphir hundir simuladamente al Theodore Roosevelt y la mayor parte de su escolta ” . La información, publicada por primera vez en el sitio web oficial de la Armada francesa, se eliminó rápidamente.···
El Casabianca,el 15 de febrero de 2019 regresó a Tolón, después de completar 137 días de despliegue y 2.678 horas de inmersión, estableciendo un récord para las fuerzas submarinas francesas.
El 12 de junio de 2020, se produjo un incendio en el Perle sin causar víctimas. El incendio permaneció activo desde las 10:35 del día 12 hasta las 0:50 del día 13, unas 14 horas. Se teme que el fuego halla afectado a las cualidades del acero del casco

## Fin de la vida operativa
Se esperaba que la vida útil inicial de la clase Rubis fuera de 25 años, pero se decidió emprender un trabajo para extenderla en unos diez años. En 2018, el desarme de los Rubis está programado para 2020 después de varios aplazamientos.
Estos seis submarinos serán reemplazados gradualmente, por los de la clase Suffren como resultado del proyecto Barracuda. La primera unidad, que lleva el nombre de Suffren, se inició a fines de 2007, debería lanzarse en 2019 para entrar en servicio en 2021. La segunda con el nombre de Duguay-Trouin se inició a mediados de 2009 y debería estará operativo en 2022. En 2020, se espera que se entreguen 4 unidades en 2027.

## Características

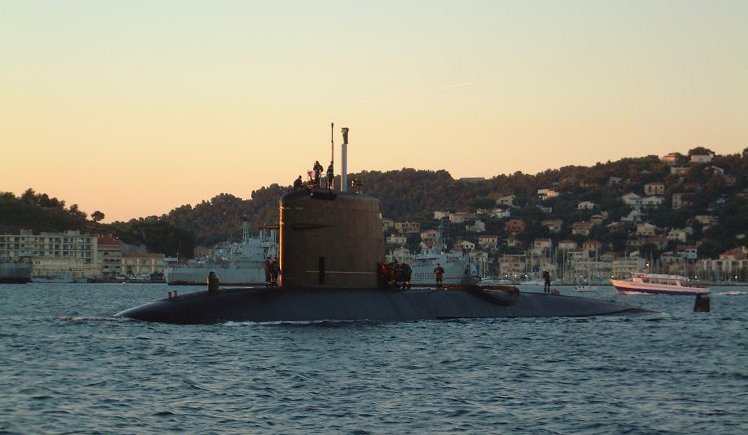
Rubis

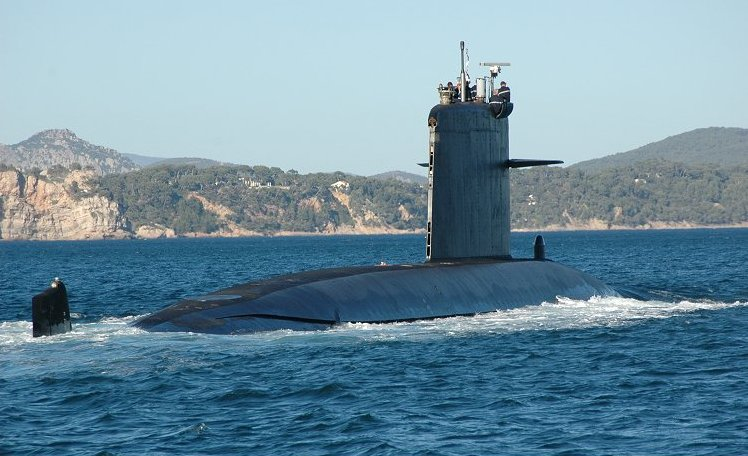
Saphir

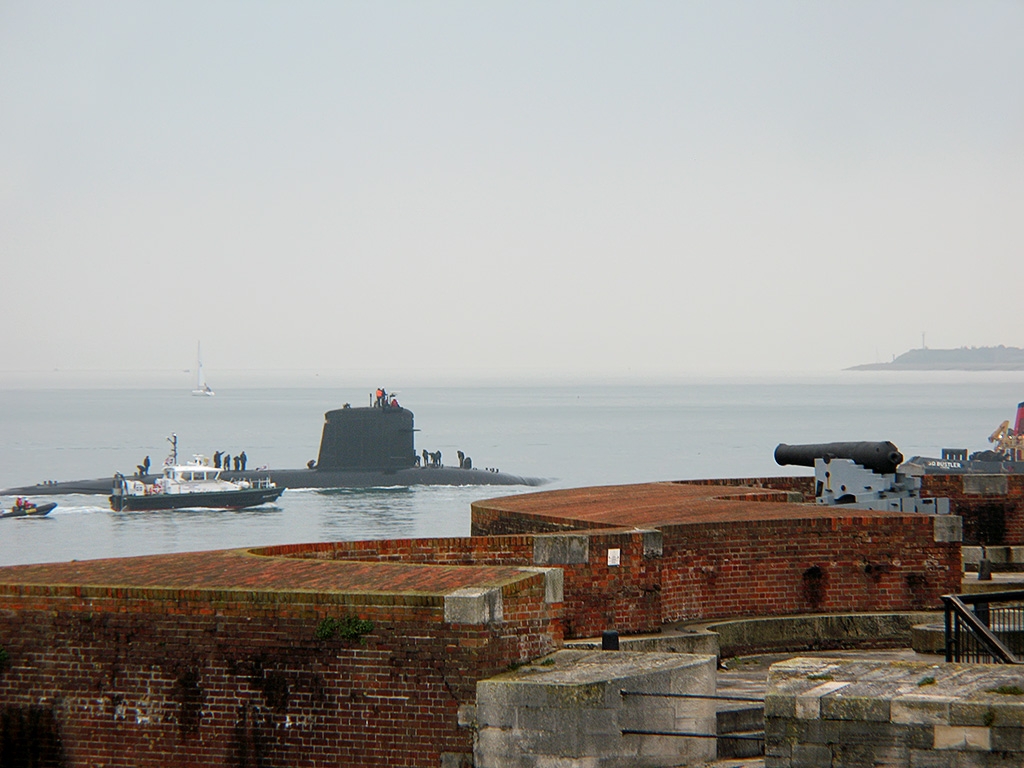
Améthyste

El proyecto Rubis es en muchos aspectos similar a los submarinos diésel-eléctricos clase Agosta: el diseño del casco, las armas, los sistemas de control y acústicos se diseñaron con esa base. El desplazamiento total fue de 2.670 toneladas, lo que convirtió a los submarinos de la clase "Rubis" en los submarinos nucleares de combate más pequeños del mundo. También son los submarinos nucleares de Ataque más lentos, no superando más de 23 nudos en inmersión en velocidad de crucero.
Inicialmente el desplazamiento en superficie era de 2.388 toneladas, pero el quinto submarino de la serie el Améthyste fue rediseñado. Améthyste además del nombre de la piedra preciosa amatista también es un acrónimo de «AMÉlioration Tactique, HYdrodynamique, Silence, Transmission, Ecoute » que significa "Mejora táctica, hidrodinámica, silencio, transmisión, escucha ". Entre 1989 y 1995 estas mejoras se aplicaron a los cuatro primeros de la serie. El desplazamiento aumentó a 2.410 toneladas.

### Casco
Sus cascos de acero de alto límite elástico "80 HLES" permiten una inmersión máxima de más de 300 m. La cúpula del sonar y la cama están hechas de materiales compuestos. 
El casco está construido con acero de alto límite elástico "80 HLES", la contapartida al acero HY de los submarinos norteamericanos. Este acero permite una inmersión máxima de más de 300 m. La cúpula del sonar y la cama están hechas de materiales compuestos. La construcción de casco sigue un diseño mixto: durante la mayor parte de la longitud, es de casco único, solo en las áreas de torpedo y los compartimentos electromecánicos, se emplea el doble casco. 
Los mamparos transversales dividen el interior del submarino en cinco compartimentos:
- Compartimento para torpedos, bastidores para municiones.
- Puesto central, control de tráfico, navegación, viviendas, baterías y equipos auxiliares.
- Reactor nuclear, planta generadora de vapor.
- Compartimento generador de turbina.
- Compartimento electromecánico.

Los timones horizontales están montados en la vela desplazados hacia proa. En su interior hay ejes de periscopio, antenas de radar y radiocomunicación.

### Propulsión
El pequeño tamaño del submarino condicionó el diseño del reactor "K 48" de 48 MW de potencia térmica. Para reducir espacio el reactor y el intercambiador de calor están integrados. Esto permitió utilizar la circulación natural del refrigerante primario en casi todos los niveles de potencia. Agregando así discreción acústica a la autonomía energética a largo plazo que le da al submarino. La ausencia de ruido de la bomba de recirculación no solo afectó favorablemente a la discreción acústica sino que también aumentó la fiabilidad del sistema energético.
Dos turbogeneradores convierten la energía térmica en energía eléctrica. Para la alimentación la red general del submarino se utiliza corriente alterna mientras que el motor eléctrico principal que mueve una hélice multipala de bajo ruido de mayor diámetro emplea corriente continua
El sistema de respaldo consiste en un motor eléctrico auxiliar de 500 kW, que puede ser alimentado por baterías o un generador diésel “Sempt Pielstick 8 PA 4 V 185 SM” de 650 hp (480 kW ).

### Habitabilidad
A pesar del tamaño relativamente pequeño, la superficie habitable es de 90 m², la tripulación del submarino se alojaba con comodidad. Cada miembro de la tripulación tiene su propia litera. El comedor, separado de la cabina, se utiliza como espacio para la relajación y la comunicación colectiva. Una potente planta desaladora le permite no limitar el consumo de agua. 
Cada submarinos nucleares es operado por dos tripulaciones, azul y roja. que se turnan cada cuatro meses. El número total de tripulaciones, que era 10, disminuyó temporalmente a 9 en la década de 2000

### Armamento y electrónica
Cada submarino posee cuatro tubos lanzatorpedos de 533 mm, 21 pulgadas, a proa. Dichos tubos pueden disparar los torpedos antisubmarino de guía acústica L 5 mod 3 y los torpedos filoguiados F 17. La segunda unidad Saphir fue condicionada para poder dispara el misil SM 39 Exocet. El diámetro del misil es demasiado pequeño y debe emplearse una cápsula para adaptarlo al tubo lanzatorpedos. El Rubis sufrió después esas modificaciones para poder disparar el misil. La capacidad ha disminuido de 20 misiles o torpedos en la clase Agosta a 12 en la Rubis.
Equipado con un sistema de combate computarizado "TITAC" que centraliza la detección submarina, el procesamiento de información y el lanzamiento de armas (dirección de lanzamiento "DLA"); un sistema de soporte de mando "SEAO/OPSMER"; un sistema de transmisión vía satélite "Syracuse 2", un sistema de navegación integrado con dos unidades inerciales "Minicin" de Sagem .

## Rediseño
La forma del casco de los Rubis, que provenía de la clase Agosta pudo aprovechar las ventajas de la propulsión nuclear. Resultó sin embargo no ser lo suficientemente hidrodinámica, lo que a alta velocidad provoca ruidos que afectan al sonar. Por ello se decidió realizar mejoras en la 5.ª unidad, el llamado plan AMÉTHYSTE acrónimo de «AMÉlioration Tactique, HYdrodynamique, Silence, Transmission, Ecoute » que significa "Mejora táctica, hidrodinámica, silencio, transmisión, escucha". Dicho submarino recibió el nombre de Améthyste. Una vez vistos los resultados satisfactorios, las primeras cuatro unidades, entre 1989 a 1995, fueron modificadas para seguir este modelo que incluía un casco en forma de gota del USS Albacore, se modificó la cubierta de pasarela para darle una forma más cilíndrica y una cúpula sonar perfilada.
|                                  |
| Casco original de la clase Rubis |

|                                            |
| Casco después de la modificación AMETHYSTE |

El Améthyste y Perle son más largos, 73,6 metros en comparación con 72 metros. Además actualizaron el sonar, la forma del casco y la popa para mejorar el ruido e incluyeron actualizaciones electrónicas adicionales.

## Disponibilidad
Un informe de la Asamblea Nacional señala que "en 2008, la disponibilidad de buques de la armada se mantuvo en general buena", a excepción de la clase Ruby, "que están comenzando a mostrar una edad avanzada" . La tasa de disponibilidad disminuyó de 55.5% en 2006 a 47.9% en 2007 y luego a 39.7% en 2008. Aunque en 2012, la tasa de disponibilidad mejoró hasta el 55%.
De los seis submarinos, dos están inmovilizados en reparación, más o menos largos; dos están dedicados a la protección de los SSBN en el contexto de la disuasión. Solo quedan dos submarinos para llevar a cabo misiones convencionales, incluida la protección del grupo aeronaval.

## Miembros de la clase
El plan inicial consistía en 8 submarinos, pero finalmente se cancelaron dos y solo se construyeron 6.
El primero, S-601, es el 17 buque de la Royale que lleva el nombre de la piedra preciosa.
El quinto, S-605, debe su nombre a ser un acrónimo de Amélioration Tactique Hydrodynamique Silence Transmission Ecoute. La modificación más visible es la proa,  rediseñada con forma de gota de agua. El resto de mejoras afectaron a la electrónica.
| Nombre                    | Numeral | Puesta de la quilla      | Botadura                 | Entrada en servicio      | Estado                        |
| ------------------------- | ------- | ------------------------ | ------------------------ | ------------------------ | ----------------------------- |
| Rubis (ex Provence)       | S 601   | 11 de diciembre de 1976  | 7 de julio de 1979       | 23 de febrero de 1983    | Retirado en diciembre de 2022 |
| Saphir (ex Bretagne)      | S 602   | 1 de septiembre de 1979  | 1 de septiembre de 1981  | 6 de julio de 1984       | Retirado en julio de 2019     |
| Casabianca (ex Bourgogne) | S 603   | 19 de septiembre de 1981 | 22 de diciembre de 1984  | 13 de mayo de 1987       | en servicio activo            |
| Émeraude                  | S 604   | 4 de marzo de 1983       | 12 de abril de 1986      | 15 de septiembre de 1988 | en servicio activo            |
| Améthyste                 | S 605   | 31 de octubre de 1984    | 14 de mayo de 1988       | 20 de marzo de 1992      | en servicio activo            |
| Perle                     | S 606   | 27 de marzo de 1987      | 22 de septiembre de 1990 | 7 de julio de 1993       | en servicio activo            |
| Turquoise                 | S 607   | 1986                     | cancelado en 1992        | -                        | -                             |
| Diamant                   | S 608   | 1991                     | cancelado en 1992        | -                        | -                             |

## Exportación
En 1978 , el Livre blanc sur la défense canadien - libro blanco de la defensa canadiense - preveía la adquisición, con transferencia de tecnología en los próximos 20 años, de una flota de 10 a 12 submarinos de ataque nuclear de la clase Rubis o Trafalgar . El programa estaba destinado a equipar al Comando Marítimo de las Fuerzas Canadienses con capacidad de maniobra sobre tres océanos y, en particular, para establecer reclamos territoriales canadienses en las aguas del Ártico y su subsuelo.
La clase Rubis, tal como fue diseñada, no cumplía con la Declaración de Requisitos de Canadá (SOR) ya que era ruidosa bajo el agua y lenta. También vino con la advertencia de que los primeros 4 o 5 submarinos tendrían que construirse en Francia. A diferencia de la clase británica Trafalgar, el diseño de Rubis no requería permiso de Estados Unidos para transferir la tecnología de propulsión nuclear, ya que los estadounidenses seguramente invocarían su veto de la venta a Canadá. Los franceses trajeron una revisión a su diseño, agregaron un "picahielo" para que el submarino pudiera operar bajo hielo y estaban desarrollando una modificación para sus tubos de torpedos que eran demasiado cortos para usar los torpedos Mark 48.
El proyecto, que debía confirmarse antes del verano de 1988 con la elección del tipo de submarino, finalmente se abandona en la votación del presupuesto en abril de 1989 debido a los altos costos, particularmente con el final de la Guerra Fría.